# Deutsch-Portugiesische Gesellschaft
Die Deutsch-Portugiesische Gesellschaft e.V. (DPG) ist ein Verein zur Förderung und Vertiefung der Kenntnisse und freundschaftlichen Beziehungen zwischen den beiden Ländern Deutschland und Portugal und ihren Menschen. Die Freundschaftsgesellschaft wurde 1964 in Köln gegründet und hat heute ihren Sitz in Berlin.

## Regionale Struktur
Der Verein hat in den Bundesländern Baden-Württemberg, Bayern, Bremen, Hessen, Niedersachsen, Nordrhein-Westfalen, Sachsen und Thüringen sowie in den drei Großregionen Berlin / Brandenburg, Hamburg / Schleswig-Holstein und Mecklenburg-Vorpommern insgesamt elf Landesverbände. Daneben existieren bundesweit noch 15 Stadt- bzw. Regionalsektionen.
In Portugal bestehen die drei Landesverbände Mitte, Madeira und Algarve.

## Partner
Partnerverbände sind u. a.
- die „DASP / Deutsche Gesellschaft für afrikanische Staaten portugiesischer Sprache“ (Köln/Frankfurt)[1]
- die „DBG / Deutsch-Brasilianische Gesellschaft“ (Berlin/Bonn)[2]
- die „DMG / Deutsch-Mosambikanische Gesellschaft“ in München[3]
- der „Verband Portugiesischer Unternehmen in Deutschland“ (VPU, Köln)[4]
- der „IBERO-CLUB“ (Bonn)[5]

Daneben bestehen Kooperationen und Partnerschaften mit u. a.
- der AHK / Deutsch-Portugiesische Industrie- und Handelskammer Lissabon[6]
- dem SODI – Solidaritätsdienst International, Berlin[7]
- der in Deutschland erscheinenden portugiesischen Zeitung „Portugal Post“[8]
- der in Portugal erscheinenden deutschen Zeitschrift „ESA / Entdecken Sie Algarve“[9]
- dem „Zentrum für Literatur und Musik aus dem lusophonen Sprachraum“ (Frankfurt/M.)[10]
- der „Inatel“ in Lissabon[11]

Präsident ist Michael W. Wirges. Ehrenpräsident ist der jeweilige Botschafter von Portugal.

## Geschichte
Am 6. Mai 1964 wurde in den Räumen der Firma Otto Wolf Eisenhandel in Köln die Deutsch-Portugiesische Gesellschaft (DPG) gegründet. Gründungsmitglieder waren u. a. Otto Wolff von Amerongen (erster Präsident), Manfred Zapp (erster Geschäftsführer), unterstützt von Joseph Piel, Sprachwissenschaftler der Universitäten Köln und Coimbra, und der Botschafter der Republik Portugal in Bonn, Manuel Homem de Mello. Die Gesellschaft hatte zum Anfang 67 Mitglieder. Die Eintragung ins Vereinsregister Köln erfolgte 1966.
Am 24. April 1974 beendeten linksgerichtete Militärs unter Anteilnahme der Bevölkerung mit der Nelkenrevolution die portugiesische Diktatur des Estado Novo. Am 4. Dezember 1974 gründete sich in Lissabon dann die Gesellschaft Portugal-DDR. Erster Präsident wurde Joao Freitas Branco (Staatssekretär für Kultur), Vizepräsident war Alexandre Babo (Schriftsteller und Theaterregisseur).
1976 änderte die westdeutsche DPG den Namen in „Deutsch-Lusitanische Gesellschaft e.V. - Sociedade Luso-Alemá (DLG)“. Präsident war Otto Wolf von Amerongen. 1977 erfolgte die Eintragung der DLG im Vereinsregister Köln. 1980 erfolgte eine erneute Namensänderung in „Deutsch-Portugiesische Gesellschaft e.V.“, da „Lusitanisch“ in der deutschen Öffentlichkeit zu Missverständnissen führte.
Am 30. November 1984 gründete sich die „Deutsche Gesellschaft für die afrikanischen Staaten portugiesischer Sprache (DASP)“, Präsident wurde  M. Kuder, Vizepräsident der DPG. Am 6. Mai 1989 feierte die DPG auf der Kölnmesse ihr 25-jähriges Jubiläum. Die Kölner Oberbürgermeisterin, Gepa Maibaum, überreichte der DPG die Medaille der Stadt Köln. Am 21. Mai 1989 fanden in Montargil (Alentejo) und Lissabon erste Gespräche der Vertreter der DPG der BRD und der Gesellschaft DDR-Portugal statt, zur Vereinbarung über eine zukünftige Zusammenarbeit. Es nehmen teil Alexandre Babo (Portugal), Peter und Marys Neufert (BRD), Inge Jank, Hans-Georg Jank und Harald Heinke (DDR).
Am 16. Januar 1990 kam es zur Neugründung der Deutsch-Portugiesischen Gesellschaft in der DDR. Präsident war Klaus Steiniger. Sie hatte 530 Mitglieder in fünf Regionalgruppen.
Am 30. Mai 1990 in Berlin war DPG-Präsident Peter Neufert zu Gast bei der neugegründeten Deutsch-Portugiesischen Gesellschaft der DDR, Empfang durch Präsident Steiniger. Am 7. Juli 1990 folgte eine Öffentliche Vollversammlung der DPG in der DDR, mit Empfehlung an den neuen Vorstand, den Zusammenschluss der beiden Gesellschaften bis Oktober 1990 vorzubereiten. Im Schauspielhaus Berlin wurde am 27. September 1990 die Vereinigung der DPG der BRD mit der DPG der DDR vollzogen und eine Vereinbarung über gleichberechtigte Zusammenarbeit zwischen den DPG-Präsidenten Neufert und Steiniger getroffen.
Die erste gesamtdeutsche Jahrestagung der DPG war am  19. November 1990 im Schloss Waldeck, südwestlich von Kassel. Zum Präsidenten wurde Peter Neufert gewählt. Am 20. Oktober 1993 erfolgte in Arraial Pataense (Algarve) die erste Gründung eines Landesverbandes der DPG in Portugal, Präsident wird Helfried Rieske.
Im Januar 1999 fand auf der Internationale Grüne Woche Berlin in Zusammenarbeit mit dem Landwirtschaftsminister Portugals und der icep (heute aicep) ein DPG-Tag statt. Im Januar 2000 erschien die erste Ausgabe der Mitgliederzeitschrift „DPG-REPORT Portugal“.
Am 5. Oktober 2000 fand auf der Weltausstellung EXPO 2000 in Hannover ein DPG-Tag statt im Portugal-Pavillon (gestaltet von Álvaro Siza Vieira und heute im Mondego-Ufer-Park in Coimbra). Eingeladen hatte der Direktor für Tourismus vom iecp, anschließend DPG-Treffen mit dem Präsidenten des portugiesischen Parlaments, Almeida Santos.
Zum 40-jährigen Jubiläum 2004 veranstaltete die DPG Kolloquien, Treffen und Feste. 2007 beruft die DPG erstmals einen ehrenamtlichen Beirat zur Förderung und Unterstützung des Anliegens und der Attraktivität der DPG ein, mit Vertretern aus Wirtschaft, Wissenschaft, Politik und Kultur beider Länder.

## Aktivitäten
Viermal im Jahr gibt der Verein die Zeitschrift DPG-Report heraus, die auch als Portugal Report firmiert.
Die einzelnen Landesverbände und Stadt- und Regionalsektionen veranstalten regelmäßige, jährlich wiederkehrende oder außerordentliche Treffen, kulinarische Veranstaltungen (Weinproben, „Ronda dos Restaurantes“, „Sardinhadas“/trad.Sardinen-Grillen), Lesungen, Fado-Abende, Kunstausstellungen, sowie Beteiligungen an Straßen und Gebietsfesten.
In den Räumen der Anwaltskanzlei der Vizepräsidentin Daniela Kreidler-Pleus in Ludwigsburg betreibt die DPG eine Bibliothek mit Büchern aus und über den lusophonen Sprachraum.
Der Verein unterstützt Veranstaltungen, die die menschlichen, wissenschaftlichen und kulturellen Verbindungen zwischen Deutschland und Portugal auch im Sinne europäischer Integration stärken. Dies geht von Austauschprojekten über Lesungen, Ausstellungen und Kolloquien bis zur Mithilfe bei offiziellen bilateralen Ereignissen.